# Scarabaeoidea

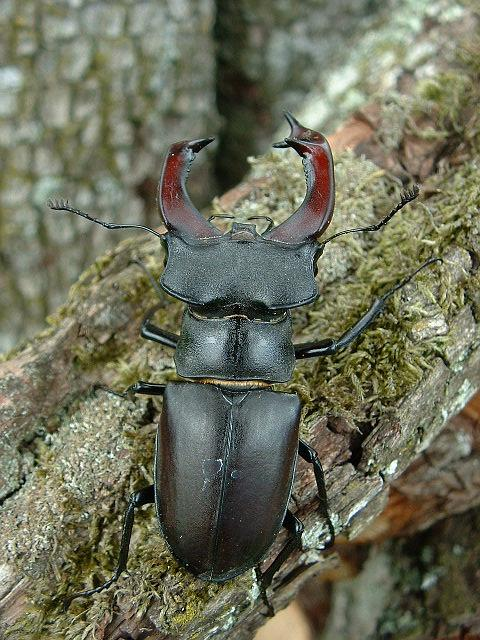
Männlicher Hirschkäfer (Lucanus cervus)

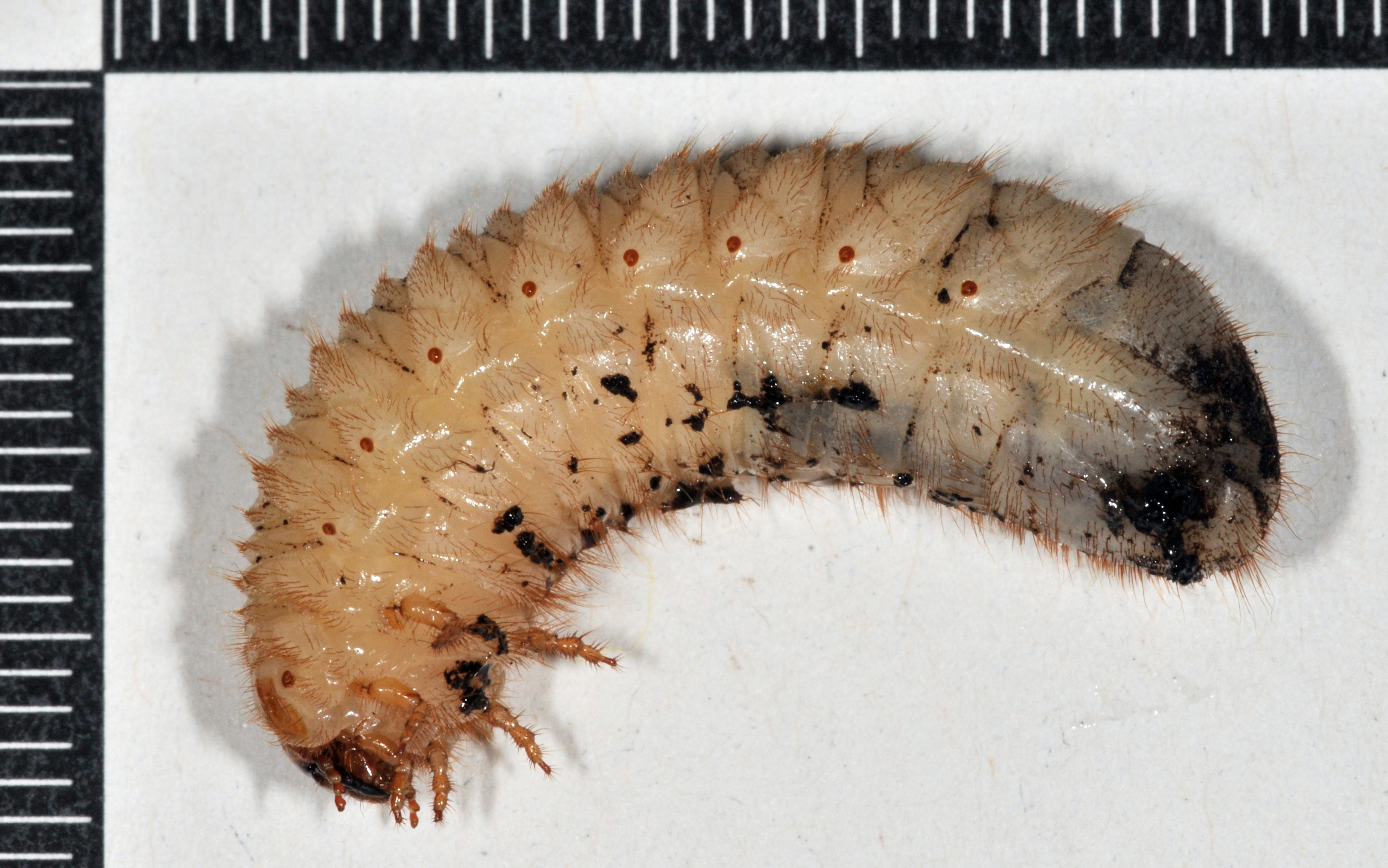
Larve des Goldglänzenden Rosenkäfers (Cetonia aurata)

Die Scarabaeoidea, früher auch Lamellicornia genannt, sind die einzige Überfamilie der Teilordnung Scarabaeiformia und gehören zur Unterordnung Polyphaga der Käfer (Coleoptera). Die Überfamilie umfasst weltweit etwa 35.000 Arten in 2500 Gattungen. Jedes Jahr werden etwa 200 weitere Arten entdeckt.

## Merkmale

### Käfer
Die Imagines werden durch folgende Merkmale charakterisiert: Ihr Prothorax ist für das Graben stark angepasst, die Hüften (Coxen) sind vergrößert, verdecken die Schenkelringe (Trochanter) fast immer und haben geschlossene Einbuchtungen, die Schienen (Tibien) sind in der Regel gezähnt und haben nur einen Sporn, die Aderung der Hinterflügel ist zurückgebildet, die Hinterflügel besitzen einen kräftigen, intrinsischen Mechanismus zur Entfaltung, die Fühlerkeulen sind blattförmig, die Coxalplatten fehlen an den Hinterbeinen, das Sternit am zweiten Hinterleibssegment befindet sich nur seitlich, das achte Tergit bildet ein echtes Pygidium und ist nicht durch das siebte Tergit verdeckt und es sind vier Malpighische Gefäße ausgebildet.
Die Tendenz der Gruppe geht zur Zurückbildung der Tracheenöffnungen am achten Hinterleibssegment und der Verlegung der übrigen Öffnungen zum Rücken oder zur Bauchseite. Außerdem reduziert sich die Anzahl der Fühlerglieder, der Aedeagus verändert sich von einem dreifachen zu einem zweifachen Lobus und die männlichen Genitalien verändern sich von einer Genitalkapsel zu einer Spiculum gastrale.

### Präimaginalstadien
Der Körper der Larven hat die typische Form eines Engerlings und ist bei fast allen Arten C-förmig gekrümmt. Nur bei den Zuckerkäfern sind die Larven fast gerade. Der Körper ist creme-weiß oder gelb gefärbt. Die hell- bis dunkelbraune Kopfkapsel ist stark sklerotisiert. Der Thorax und die ersten sechs Hinterleibssegmente sind am Rücken und den Seiten in zwei bis vier Falten unterteilt. Nur bei den Zuckerkäfern und Schrötern (Lucanidae) sind die Segmente nicht gefaltet. Am Meso- und Metathorax, sowie am Hinterleib sind abgegrenzte Sklerite nicht erkennbar, solche befinden sich nur am Prothorax. Die Körperoberfläche ist entweder nur mit wenigen Haaren bedeckt, nahezu ganz glatt, oder wie bei den Glaphyridae stark behaart. Am Thorax und Hinterleib sind die Segmente dorsoventral nie abgeflacht. Die Beine sind gut ausgebildet. Bei manchen Arten befinden sich an den vorderen und mittleren Beinpaaren (Hybosoridae und manchen Ceratocanthidae) oder an den mittleren und hinteren Beinpaaren (Schröter, Zuckerkäfer, Pleocomidae, manchen Mistkäfern (Geotrupidae) und Bolboceratidae) lauterzeugende Organe. Die Hinterbeine sind gelegentlich bei manchen Mistkäfern teilweise und bei den Zuckerkäfern stark zurückgebildet. Es ist in der Regel eine einzelne Klaue am Prätarsus ausgebildet, die bei manchen Arten der Bolboceratidae und den Scarabaeinae fehlt. Die Klauen haben zwei, vier oder mehr Borsten oder sind unbeborstet. Die Urogomphi am neunten Tergum fehlen immer. Die Tracheenöffnungen an Mesothorax sind zum vorderen Teil des Prothorax verlegt, die des Metathorax liegen normalerweise am Mesothorax, sind deutlich zurückgebildet und funktionsunfähig.
Die Larven besitzen normalerweise keine Ocelli, nur die Erdkäfer (Trogidae) und manche Blatthornkäfer (Scarabaeidae) besitzen eines. Die Kopfkapsel hat eine deutlich sichtbare Epicranialnaht, die Frontoclypealnaht fehlt nur bei den Mistkäfern, Bolboceratidae und manchen Arten der Erdkäfer und Ceratocanthidae. Die Fühler sind viergliedrig und in der Regel gleich lang, wie die Mandibeln. Bei den Mistkäfern, Bolboceratidae, Erdkäfern und Pleocomidae sind sie dreigliedrig, bei den Zuckerkäfern sind sie zweigliedrig. Die Fühler sind an der Kopfkapsel am deutlich ausgebildeten Antennifer angebracht. Die Mandibeln haben normalerweise kein Retinaculum, aber eine gut entwickelte Mola. Sie sind in der Regel asymmetrisch. Das basale Glied der Maxillen (Stipes) trägt dorsal meist Härchen zur Stridulation. Die Galea ist nicht gegliedert und mit dem Stipes fest verbunden. Sie ist bei manchen Arten mit der Lacinia verwachsen. Die Labialpalpen sind zweigliedrig, nur bei einigen Ceratocanthidae und Blatthornkäfern sind sie eingliedrig. Das Labrum ist an der Spitze unterschiedlich ausgebildet, aber immer deutlich von der Kopfkapsel getrennt. Der Epipharynx ist komplex aufgebaut, der Hypopharynx besitzt eine auffällige Beborstung.
Bei den Larven ist eine Veränderung hin zu einem Verlust des Schließmechanisums der Tracheen erkennbar, außerdem die Entwicklung von lauterzeugenden Organen an verschiedenen Bereichen der Beine, die Erhöhung der Anzahl der Fühlerglieder von drei auf vier und das Verwachsen der Galea und Lacinia.
Die Puppen der Scarabaeoidea besitzen nur vom ersten bis vierten Hinterleibssegment funktionsfähige Tracheenöffnungen.

## Lebensweise
Die Arten der Scarabaeoidea fressen an einer Vielzahl verschiedener pflanzlicher und tierischer Stoffe, wobei die Imagines häufig an den gleichen Orten leben und das Gleiche fressen wie die Larven. Beispielsweise fressen die Pleocomidae und einige Scarabaeidae an Wurzeln, die Schröter und Zuckerkäfer leben darin und fressen an Detritus und Totholz, die Bolboceratidae und Geotrupinae fressen an unterirdisch wachsenden Pilzen, die Ceratocanthidae an Baumpilzen, die Aphodiinae und Scarabaeinae aus der Familie der Blatthornkäfer und einige Mistkäfer fressen Dung von Pflanzenfressern, die Pleocomidae, Melolonthinae, Dynastinae und Rutelinae fressen die Wurzeln lebender Pflanzen, einige Gruppen fressen Humus, die Erdkäfer an Aas. Arten der Ceratocanthidae, Aphodiinae, Valginae und Rosenkäfer sind mit Sozialen Insekten vergesellschaftet. Es gibt jedoch auch Arten, wie die der Pleocomidae, Diphyllostomatidae und einige Arten der Melolonthinae, Dynastinae und Rutelinae, die als Imagines überhaupt keine Nahrung zu sich nehmen. Von der bisher beschriebenen klassischen Lebensweise abweichend, fressen manche Arten der Melolonthinae, Rutelinae und Rosenkäfer an Blättern, Blüten und Früchten und manche Scarabaeinae, Hybosoridae und Rosenkäfer jagen räuberisch kleinere Lebewesen.
Sowohl die Larven, als auch die Imagines sind an das Graben im Erdboden angepasst. Eine Reihe von Gruppen besitzt mehr oder weniger stark ausgeprägtes soziales Verhalten und ziemlich gut entwickelte Formen der Brutpflege. Insbesondere bei den Mistkäfern und Scarabaeinae graben die Imagines Baue für ihre Larven. Bei den Zuckerkäfern hat sich sogar eine einfache Form von sozialem Verhalten ausgebildet, bei dem die Imagines gemeinsam mit den Larven leben, die sie gemeinsam pflegen und füttern. Auch bei der Verpuppung helfen sie den Larven.

## Taxonomie, Systematik und Stammesgeschichte
Der älteste bisher bekannte fossile Nachweis der Gruppe datiert vor etwa 200 Mio. Jahren und wird der Gattung Aphodiites zugeschrieben, die starke Ähnlichkeit mit der rezenten Gattung Glaresis hat. Es wird jedoch davon ausgegangen, dass die Entwicklung der Scarabaeoidea bereits im frühen Mesozoikum begonnen hat. Fossile Funde zeigen, dass die basale Klade der Gruppe bereits im Oberjura bzw. der Unterkreide gut ausgebildet war. Es wird vermutet, dass diese basalen Arten mycetophag waren, sich also von Pilzen ernährt haben.
Die Überfamilie Scarabaeoidea steht vermutlich mit den Dascilloidea oder verschiedenen Gruppen der Staphyliniformia in einem Schwesterverhältnis. Sie umfasst laut Beutel/Leschen (2005) heute 14 Familien. Die mit Abstand größte davon stellen die Blatthornkäfer (Scarabaeidae), die nach der derzeit herrschenden Auffassung unter anderem die Aphodiinae (inklusive Aegialiinae und Aulonocneminae), die Phaenomeridinae, die Scarabaeinae, die Orphninae, die Melolonthinae, die Gattung Acoma, die Rutelinae, die Riesenkäfer (Dynastinae), die Rosenkäfer (Cetoniinae) und die Valginae umfasst. Im Folgenden eine Liste der Familien:
- Schröter (Lucanidae) Latreille, 1804
- Zuckerkäfer (Passalidae) Leach, 1815
- Erdkäfer (Trogidae) MacLeay, 1819
- Glaresidae Semenov-Tian-Shanskii & Medvedev, 1931
- Pleocomidae LeConte, 1861
- Bolboceratidae Mulsant, 1842
- Diphyllostomatidae Holloway, 1972
- Mistkäfer (Geotrupidae) Latreille, 1802
- Belohinidae Paulian, 1959
- Ochodaeidae Mulsant & Rey, 1871
- Ceratocanthidae Cartwright & Gordon, 1971
- Hybosoridae Erichson, 1847
- Glaphyridae MacLeay, 1819
- Blatthornkäfer (Scarabaeidae) Latreille, 1802

## Belege